# Sydney Gazette
El Sydney Gazette and New South Wales Advertiser fue el primer periódico impreso en Australia, desde el 5 de marzo de 1803 hasta el 20 de octubre de 1842.. Era una publicación semioficial del gobierno de Nueva Gales del Sur, autorizada por el gobernador King e impresa por George Howe.  El 14 de octubre de 1824, bajo la dirección de Robert Howe, dejó de ser censurado por el gobierno colonial.

## Editores
El editor, tipógrafo e impresor original del periódico era George Howe, que había sido transportado a Nueva Gales del Sur para robar en una tienda en 1800. Después de la muerte de Howe en 1821, la Gazette fue impresa por su hijo, Robert, hasta que se ahogó en un accidente de navegación en Port Jackson en 1829.
A partir de 1833, el periódico fue editado nominalmente por Ann Howe, la viuda de Robert, pero administrado por O'Shaughnessy y más tarde por William Watt, un convicto de licencia con quien Anne se casó más tarde. Después del destierro de Watt a Port Macquarie en 1835, la propiedad de la Gazette pasó a Richard Jones, co-ejecutor del patrimonio de Robert Howe. Jones ayudó a establecer a Robert Charles Howe, el hijo ilegítimo mayor de Howe, como propietario legal.

## Producción
La Gaceta se imprimió junto con las órdenes, las normas y los reglamentos del gobierno en una pequeña imprenta y el tipo usado que el gobernador Phillip trajo a la colonia en enero de 1788. Inicialmente se imprimió como una sola hoja, doblada en cuatro páginas de tamaño reducido, con cada página compuesto en tres columnas. Su cabecera era un grabado en madera de Sídney producido localmente y llevaba el imprimatur "Publicado por la autoridad". Durante mucho tiempo, el tallado en madera mostraba una figura femenina sentada sobre un fardo rodeada de las palabras "Así esperamos prosperar". El 24 de junio de 1804, esta xilografía fue sustituida por otra que representaba las armas reales.
La escasez de tipos en la Colonia se demostró por el hecho de que la W mayúscula en "Gales" y la V mayúscula en "Advertiser" se formaron utilizando V invertidas. Además, la falta de papel hizo que la calidad de la publicación fuera extremadamente variable y llevó al impresor a enviar numerosas solicitudes de papel en español para poder completar su trabajo.
En mayo de 1803, Howe solicitó con éxito nuevos tipos y grabados adicionales para reemplazar el tipo desgastado que se había utilizado anteriormente. Los materiales de impresión fueron mejorados aún más por el hijo de Howe, cuando amplió el periódico al tamaño Demy en 1824.
A partir del 5 de marzo de 1803, y durante algún tiempo después, se publicó semanalmente la "Gaceta". La sexta edición se publicó el domingo 10 de abril de 1803 y durante los siguientes 7 años continuó publicándose ese día. A partir del 29 de septiembre En 1825, la Gaceta se publicó semanalmente, después de lo cual se publicó quincenalmente hasta el 30 de diciembre de 1826. Durante seis semanas, del 1 de enero al 10 de febrero de 1827, apareció diariamente, pero el servicio postal no pudo acomodar este horario.[cita requerida]
El último número de la Gaceta apareció el 23 de diciembre de 1843.